# Razze di Shannara
Elenco delle razze di Shannara, ciclo di romanzi fantasy scritto da Terry Brooks.

## Demoni
Demoni sono creature maligne che, molti secoli prima delle avventure di Shea Ohmsford, furono sconfitti grazie alla magia degli Elfi che crearono l'Eterea che li rinchiuse al di là della barriera del Divieto. Da allora, si fecero chiamare Jarka Ruus, i "Popoli Esiliati". Sono tantissimi e alcuni di loro sono dotati di magia oscura. Il loro capo, il Dagda Mor, grazie al Bastone del Comando ha una potenza pari a quella di Allanon. I Demoni odiano gli Elfi e, quando nel libro Le Pietre Magiche di Shannara l'Eterea muore, si lanciano in una spietata guerra contro di loro, con l'intenzione di uccidere tutte le razze ed impadronirsi delle Quattro Terre. Il loro capo viene ucciso dal Druido Allanon e Amberle Elessedil, trasformatasi nella nuova Eterea, rimanda i Demoni dietro la barriera del Divieto dove rimarranno fino alla sua lontana morte. Alcuni tra i più forti demoni sono il Dagda Mor, il Mietitore, il Camaleonte, il Moric e Tael Riverine. I Demoni comprendono una vasta gamma di specie diverse che si distinguono fra di loro per forza, aspetto e poteri magici.

## Elfi
Sono l'unica specie di Faerie riuscita a sopravvivere al tempo e alla comparsa dell'umanità. Si sono stanziati nelle Terre dell'Ovest e sono mortali proprio come l'Uomo. In origine il Verbo li creò affinché curassero la terra e i suoi frutti ma quando i Demoni decisero di diventare gli unici padroni del mondo, si unirono alle altre specie buone di Faerie e intrapresero una dura guerra che durò interi secoli. Alla fine i maghi elfici riuscirono ad elaborare un potente incantesimo che culminò nella creazione dell'Eterea che bandì i Demoni nella prigione del Divieto. A quel punto, l'umanità, da sempre poco numerosa e poco progredita cominciò a riscattarsi e a popolare sempre più ampie zone del pianeta. La razza elfica intanto, di fronte all'avanzata degli uomini, decise di ritirarsi nelle loro foreste natie al fine di scongiurare lo scoppio di un altro conflitto, e in silenzio osservò l'ascesa e la caduta della razza umana. Infatti dopo le Grandi Guerre compresero che era giunto il momento di interrompere l'isolamento: le altre Razze credettero che anch'essi fossero una delle nuove specie uscite dagli stravolgimenti che avevano mutato il vecchio mondo. Fu in questo periodo di incertezza che l'elfo Galaphile fondò l'ordine druidico con lo scopo di promuovere la pace e la cultura tra i popoli del nuovo mondo. Il popolo elfico prosperò sotto la guida di una forte monarchia ereditaria e la maggior parte della popolazione si stanziò nella capitale, Arborlon, e nelle pianure del Sarandanon. Una minoranza della popolazione invece si stabilì più a sud lungo le coste dello Spartiacque Azzurro e interagì con i maestosi Roc, che divennero le loro cavalcature. Questi elfi furono chiamati Elfi del Cielo ed ebbero usanze e costumi diversi dai loro simili. Gli elfi di terra furono coinvolti nelle tre guerre delle razze, scatenate dai progetti egemonici del Signore degli Inganni, uscendone sempre vincitori al fianco dei loro alleati: i Nani. Con la morte dell'Eterea, gli elfi dovettero contrastare l'invasione e la sete di vendetta dei Demoni ma invano: le forze del nemico erano molto più numerose e agguerrite e solo grazie all'intervento di Allanon e degli Ohmsford si scongiurò l'estinzione del popolo elfico. Con la nascita della Federazione, la Razza Uomo risolleva il proprio destino, avviando un'aggressiva politica di espansione ai danni dei suoi vicini che vengono tutti sottomessi; gli elfi invece preferirono lasciare le Quattro Terre e nascondersi sull'isola di Morrowindl. Sarà Wren Elessedil a riportarli nella loro terra natia e a convincerli ad affrontare gli Ombrati: elfi spietati caduti nelle tenebre che minacciano di distruggere il mondo. Nei decenni successivi gli elfi aiuteranno i Nati Liberi nella loro lotta contro la Federazione, combattendo in prima linea sulla catena del Prekkendor. Tale situazione rimarrà invariata fino alla morte di Sen Dunsidan, che segnò la fine dei progetti espansionistici della Federazione che si avviò alla pace.

## Mortombre
Le loro origini risalgono all'epoca del Signore degli Inganni. Esso aveva tra i suoi seguaci anche degli umani, che miravano a diventare maghi. Quando il Signore degli Inganni fu sconfitto dal potere della Spada di Shannara, questi uomini corrotti riuscirono ad impossessarsi dell'Ildatch, il libro della magia nera. Gli aspiranti negromanti, affascinati dal potere emanato dal libro, lo protessero portandolo nelle Terre dell'Est, e nascondendolo nella palude foresta del Maelmord. Le conseguenze alla pratica della magia nera furono terribili: da esseri umani furono trasformati dal libro in creature malvagie: Mortombre, che nella lingua degli gnomi significa "spiriti neri che camminano”. Esse furono, da quel momento, i seguaci del male al servizio dell'Ildatch. I nuovi servi della magia nera ridussero gli Gnomi alla stregua di schiavi e, come il Signore degli Inganni, cominciarono a muovere guerra sulle Quattro Terre per soggiogarle al male. Solo l'intervento del druido Allanon, che chiama nuovamente ad una grande missione un erede degli Ohmsford, salva il mondo dalla nuova minaccia. Infatti Brin Ohmsford, grazie al potere della sua canzone magica, riesce a trovare e distruggere il libro della magia nera e, di conseguenza, tutti i suoi servi Mortombre.
Esse compaiono nel terzo romanzo della prima trilogia, La canzone di Shannara.

## Urda
Vivono negli Aculei, a nord delle Terre dell'Est e sono un popolo tribale. Hanno la statura e la corporatura degli Gnomi con i lineamenti e le capacità fisiche dei Troll. Quando un giorno da Rampling Steep arrivò il cantastorie Carismano, essi lo proclamarono Re perché affascinati dalle sue canzoni. Quando Viridiana, Horner Dees, Morgan Leah, Walker Boh e Pe Ell arrivano nel loro villaggio vogliono che Viridiana rimanga con loro. Il re non è libero, ma è come un prigioniero che deve sempre cantare e non può andare via, quindi non può opporsi al desiderio degli Urda.

## Variante
Un Variante è formato da schegge di magia grezza che si uniscono con una tale forza da poter diventare qualsiasi cosa. Se un Variante non trova una forma che gli piaccia, dopo 30 giorni si disgrega e torna nell'etere. Se riesce a trovare una forma che gli piace, allora vive molto più a lungo e diventa una forza nella guerra fra il Verbo e il Vuoto. L'unico Variante visto nella saga di Shannara è Falco, presente nella saga del Verbo&Vuoto e ne La Genesi di Shannara. Un Variante si forma raramente, e ancor più raramente accade che il Verbo o il Vuoto riescano ad usarne uno.

## Troll
Sono i discendenti degli umani sopravvissuti al cataclisma delle Grande Guerre del XXI secolo, e sono stati a lungo esposti alle radiazioni e ai veleni che hanno provocato in loro delle mutazioni. Vivono principalmente nelle Terre del Nord, e si dividono a loro volta in tre diverse specie; i Troll delle Rocce, i Troll delle Foreste e i Troll dei fiumi.
- Troll delle Foreste e dei Fiumi: Nel corso della Storia, questi popoli hanno avuto pochi contatti con le altre Razze delle Quattro Terre, finendo per assumere un ruolo molto marginale nelle vicende del mondo. Fisicamente erano più piccoli dei loro cugini e meno inclini al nomadismo e all'epoca del Signore degli Inganni furono conquistati e costretti a partecipare alle sue campagne militari. Con la sconfitta del druido traditore, le tribù dei Troll delle foreste e dei fiumi tornarono al loro placido isolamento.

- Troll delle Rocce: Sono i più grandi e formidabili combattenti delle Quattro Terre. La loro altezza oscilla tra gli 1,80 e 2,10 metri, hanno la pelle dura come la corteccia di un albero, non hanno capelli e i lineamenti dei loro volti sono poco marcati. Il Troll delle Rocce erano per tradizione nomadi e vivevano soprattutto nei Charnal e nei Kensrowe perché agli accampamenti aperti preferivano il terreno montagnoso, con caverne e gallerie in cui rifugiarsi. Spesso, quando la loro sicurezza era a rischio o erano insoddisfatti delle condizioni locali, cambiavano residenza. Ma poiché erano anche tribali, tracciavano confini territoriali all'interno delle regioni da loro attraversate e di solito una tribù non occupava il territorio di un'altra. Invasioni e sconfinamenti si verificavano però comunque, e da essi erano scaturite le sanguinose Guerre dei Troll, che erano terminate quando era stato fondato il Primo Consiglio dei Druidi. Galaphile e i suoi seguaci si erano assunti il ruolo di arbitri e pacieri al fine di stabilizzare i rapporti fra le Razze, e i Troll, li avevano accettati subito, ansiosi di porre fine agli spargimenti di sangue. I Troll delle Rocce erano famosi perché fabbricavano le migliori armi e le più robuste corazze delle Quattro Terre e perché, quando era necessario, erano anche in grado di usarle bene. Durante la 1ª Guerra delle Razze, i Troll si schierarono al fianco del Consiglio dei Druidi e delle altre Razze per fermare gli eserciti degli Uomini delle Terre del Sud. Nella 2ª e 3ª Guerra delle Razze, i Troll furono sottomessi da Brona e dai suoi seguaci e formarono la spina dorsale del suo esercito che venne inviato nel Sud, contro i loro vecchi alleati e gli uomini di frontiera. Con la sconfitta di Brona ad opera di Shea Ohmsford, i Troll, indeboliti e stanchi delle guerre, tornarono ad essere liberi e rinunciarono ad ogni loro progetto espansionistico diventando così i migliori partner commerciali delle altre Razze. In occasione della morte dell'Eterea, i Troll delle Rocce inviarono un contingente a sostegno degli Elfi e tre secoli dopo dimostreranno la loro fedeltà ai Nati Liberi. Quando si formò il Terzo Consiglio di Paranor, i Troll inviarono un gruppo di guerrieri che avrebbero difeso la fortezza ma quando l'Ard Rhys fu tradita, i Troll delle Rocce di Taupo Rough avrebbero avuto un ruolo fondamentale nel suo ritorno a capo dell'ordine druidico. Con la morte del Signore degli Inganni, il Regno del Teschio divenne un terra-tabù mentre i Troll delle Rocce divennero più aperti nei confronti degli altri popoli: alcuni gruppi di Troll infatti andarono a vivere nel Callahorn e quando fu fondata Anatcherae, molti Troll vi si recavano abitualmente per vendere i loro prodotti. A causa della loro natura nomade, i Troll delle Rocce non erano legati ai loro possedimenti e non avevano difficoltà a lasciarli. Quando arrivavano in uno dei loro insediamenti, le abitazioni venivano assegnate ai vari nuclei familiari, a seconda delle esigenze e della loro grandezza. Infatti, i Troll, iniziavano la vita come bambini di una famiglia ma spesso finivano per essere adottati da un'altra. Quando la malattia o la morte impedivano ai genitori di allevare i figli, un'altra famiglia ne prendeva il posto. E quando un bambino o un adulto era insoddisfatto della propria situazione familiare, chiedeva di entrare in un altro nucleo e spesso il permesso veniva accordato, in quanto si preferiva evitare che il problema si aggravasse (sebbene prima di giungere a questa decisione si cercava un modo per risolvere il conflitto). Questa concezione di società, si basava su un presupposto fondamentale: i genitori troll non consideravano i figli come proprietà esclusiva della famiglia perché allevare ed educare i bambini era responsabilità dell'intero villaggio e tutti dovevano sentirsi coinvolti. Il bambino veniva al mondo dall'unione di due persone, ma diventava adulto grazie al concorso di molte. I capi delle tribù Troll venivano chiamati Maturen e venivano eletti democraticamente in assemblee plenarie da tutti i membri del villaggio. Ogni Maturen, si preoccupava per il benessere della sua gente e si recava come loro rappresentante al Consiglio delle Nazioni Troll che si radunava in casi eccezionali per discutere di gravi problemi o di questioni spinose che avrebbero coinvolto tutti i Troll.